# Halowe Mistrzostwa Europy w Lekkoatletyce 2017 – trójskok mężczyzn
Trójskok mężczyzn – jedna z konkurencji technicznych rozgrywanych podczas halowych lekkoatletycznych mistrzostw Europy w hali Kombank Arena w Belgradzie.

## Terminarz
| Data    | Godzina |            |
| ------- | ------- | ---------- |
| 3 marca | 18:20   | Eliminacje |
| 5 marca | 16:04   | Finał      |

## Rekordy
|                                        | Zawodnik             | Wynik | Miejsce      | Data                |
| -------------------------------------- | -------------------- | ----- | ------------ | ------------------- |
| Rekord świata                          | Teddy Tamgho         | 17,92 | Paryż        | 6 marca 2011(dts)   |
| Rekord Europy                          | Teddy Tamgho         | 17,92 | Paryż        | 6 marca 2011(dts)   |
| Rekord mistrzostw Europy               | Teddy Tamgho         | 17,92 | Paryż        | 6 marca 2011(dts)   |
| Najlepszy wynik na świecie w 2017 roku | Clive Pullen         | 17,19 | Fayetteville | 11 lutego 2017(dts) |
| Najlepszy wynik w Europie w 2017 roku  | Jean-Marc Pontvianne | 17,13 | Bordeaux     | 19 lutego 2017(dts) |

## Rezultaty
| NR – rekord kraju \| WL – najlepszy tegoroczny wynik na listach światowych \| EL - najlepszy tegoroczny wynik na listach europejskich |
| SB – najlepszy wynik w sezonie \| PB – rekord życiowy                                                                                 |

### Eliminacje
Awans: 16,60 m (Q) lub 8 najlepszych rezultatów (q). Ponieważ wymaganą odległość uzyskało 9 zawodników, mieli prawo wystąpi w finale.
Źródło: .
| Poz. | Zawodnik             | Reprezentacja | Próby | Próby | Próby | Wynik | Uwagi |
| Poz. | Zawodnik             | Reprezentacja | 1     | 2     | 3     | Wynik | Uwagi |
| ---- | -------------------- | ------------- | ----- | ----- | ----- | ----- | ----- |
| 1.   | Max Heß              | Niemcy        | 17,52 | –     | –     | 17,52 | Q, WL |
| 2.   | Melvin Raffin        | Francja       | 17,20 | –     | –     | 17,20 | Q,    |
| 3.   | Jean-Marc Pontvianne | Francja       | 16,93 | –     | –     | 16,93 | Q     |
| 4.   | Elvijs Misāns        | Łotwa         | 16,81 | –     | –     | 16,81 | Q,    |
| 5.   | Nelson Évora         | Portugalia    | 16,47 | 16,79 | –     | 16,79 | Q,    |
| 6.   | Pablo Torrijos       | Hiszpania     | 16,77 | –     | –     | 16,77 | Q,    |
| 7.   | Georgi Conow         | Bułgaria      | x     | 15,97 | 16,73 | 16,73 | Q     |
| 8.   | Fabrizio Donato      | Włochy        | 16,24 | 16,24 | 16,70 | 16,70 | Q     |
| 9.   | Simo Lipsanen        | Finlandia     | 16,69 | –     | –     | 16,69 | Q     |
| 10.  | Kévin Luron          | Francja       | x     | 16,51 | x     | 16,51 |       |
| 11.  | Daniele Cavazzani    | Włochy        | 16,05 | x     | 16,38 | 16,38 |       |
| 12.  | Rumen Dimitrow       | Bułgaria      | 16,36 | 16,21 | 16,31 | 16,36 | SB    |
| 13.  | Tomáš Veszelka       | Słowacja      | 15,74 | 15,99 | 16,34 | 16,34 |       |
| 14.  | Julian Kellerer      | Austria       | 16,14 | x     | 16,33 | 16,33 | PB    |
| 15.  | Adrian Świderski     | Polska        | x     | 16,01 | x     | 16,01 |       |
| 16.  | Pawlo Beznis         | Ukraina       | x     | 15,72 | 15,99 | 15,99 |       |

### Finał
Źródło: .
| Poz. | Zawodnik             | Reprezentacja | Próby | Próby | Próby | Próby | Próby | Próby | Wynik | Uwagi |
| Poz. | Zawodnik             | Reprezentacja | 1     | 2     | 3     | 4     | 5     | 6     | Wynik | Uwagi |
| ---- | -------------------- | ------------- | ----- | ----- | ----- | ----- | ----- | ----- | ----- | ----- |
| 01 ! | Nelson Évora         | Portugalia    | x     | 16,92 | 17,20 | x     | 16,98 | x     | 17,20 | SB    |
| 02 ! | Fabrizio Donato      | Włochy        | 15,74 | 17,13 | –     | –     | –     | 16,43 | 17,13 |       |
| 03 ! | Max Heß              | Niemcy        | x     | x     | 17,12 | x     | x     | 16,57 | 17,12 |       |
| 4.   | Elvijs Misāns        | Łotwa         | 17,02 | 15,60 | x     | x     | 16,98 | 15,79 | 17,02 | PB    |
| 5.   | Melvin Raffin        | Francja       | 16,13 | 16,92 | 16,64 | 15,23 | 16,06 | 16,92 | 16,92 |       |
| 6.   | Jean-Marc Pontvianne | Francja       | 16,83 | x     | 16,90 | 15,45 | x     | 16,48 | 16,90 |       |
| 7.   | Simo Lipsanen        | Finlandia     | 16,61 | 16,74 | 16,84 | x     | 16,79 | 16,72 | 16,84 | NR    |
| 8.   | Georgi Conow         | Bułgaria      | 16,57 | x     | 16,78 | –     | x     | –     | 16,78 | PB    |
| 9.   | Pablo Torrijos       | Hiszpania     | 16,32 | 16,73 | 16,64 |       |       |       | 16,73 |       |